# Hugo Dietsche
Hugo Dietsche (* 31. března 1963) je bývalý švýcarský zápasník, reprezentant v zápase řecko-římském. V roce 1984 na olympijských hrách v Los Angeles v kategorii do 62 kg vybojoval bronzovou medaili.
V roce 1986 obsadil šesté, v roce 1987 páté a v roce 1991 desáté místo na mistrovství světa. V roce 1986 vybojoval bronz na mistrovství Evropy, v roce 1984 obsadil šesté, v roce 1987 páté a v roce 1989 čtvrté místo.